# Cabezo (hidrografía)

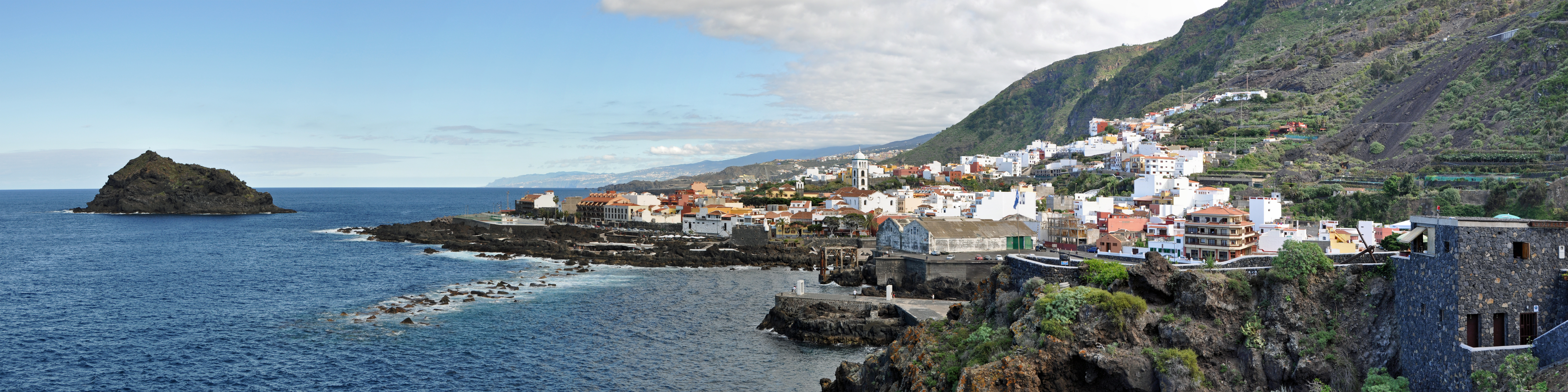
Cabezos emergidos.

En hidrografía, se denomina cabezo al pequeño banco o montón de arena, de forma cónica, que se eleva hasta la superficie del agua. Igual que los arrecifes pueden suponer un peligro para la navegación.
También recibe este nombre el escollo o roca pequeña y de cima redondeada que sobresale del agua o dista poco de su superficie.